# 美国债务上限历史

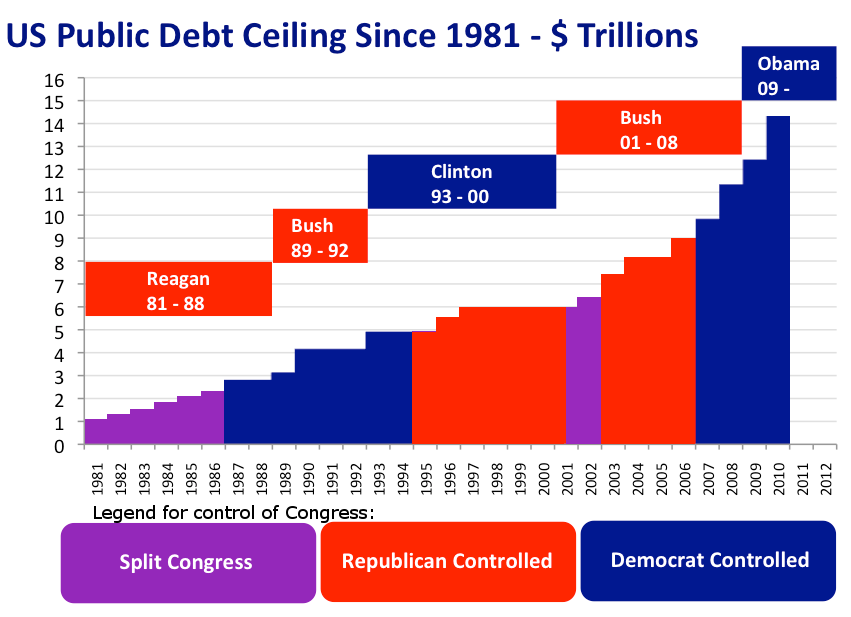
从1981年到2010年的美国债务上限图。

美国债务上限历史是指美国债务上限的历史。自从1960年开始，美国债务上限大约每8个月就要上调一次；21世纪以来，美国债务上限的上调频率有所加快。2001年，美国债务上限上调10次，幾乎到達了每个月一次。2007年金融危机至2010年年底，美国债务上限上调一共6次。2011年8月2日，美国债务上限再次上调，美国债务达到了14.3兆美元。2023年5月，美國債務約31.4兆美元。

## 源起
美国债务上限赖以生存的基础，一是美元，二是美国债务经济模式。

### 美元
美国控制世界绝大多数的资源，包括自然资源和人力资源等，自然资源包括石油、铁矿石等，这些资源被美国大公司控制，而它们是全球最基础、最重要的资源，这些资源价格以美元计价和结算，超主权货币、欧元都无法替代美元的地位。
美国学者安德森·维金说，“美国每获得1美元的GDP，必须借助5美元以上的新债券。”

### 美国债务经济模式
美国债务经济模式指：在世界一体化、大宗商品价格以美元计价和结算的前提下，美国必须保持贸易逆差，这是别国为购买大宗商品而获得美元的唯一通道，各国拿到美元之后，还需要通过购买美国政府债务回流到美国本土。

## 历史

### 2001年
2001年，美国总统小布什接替比尔·克林顿主政美国白宫，起初，美国财政状况仍然健康，甚至还有盈余，但是经过小布什政府的伊拉克战争、阿富汗战争、超级富豪减税、经济衰退，使得盈余被用干净。

### 2005年
2005年1月份，小布什连任美国总统，美国国债总额是7.6兆美元。

### 2008年
2008年金融危机起，美国和全球的经济急转直下，奥巴马政府敦促国会通过7000亿美元的经济刺激计划。

### 2010年
2010年2月12日，美国总统奥巴马签署通过了将债务上限从12.4兆美元提高到14.294兆美元的法案。5月16日，美国债务上限达到了14.294兆美元。

### 2011年
2011年8月2日，美国债务上限再次上调，达到79次，美国国家债务达到了14.3兆美元，美国政府问责署前总审计长、美国彼特·皮特森基金会CEO大卫·沃尔克说，“如果把政府对国民的社保欠账等所有隐性债务全部加一起，那么2007年美国的实际债务总额高达53兆美元。加上2007年后美国国债6兆美元的增加量，总共59兆美元以上”。根据《沈阳晚报》估算，加上美国各州政府、市政府、县政府所发行的债券，美国债务总额高达79兆美元。美国财政支出的每1美元中，就有0.4美元是借来的。

### 2013年
2013年年初，美国债务上限总额16.39兆美元。10月16日，美国国会批准了美国政府的债务上限上调总额16.7兆美元，结束了为期16天的美国联邦政府关门僵局，也防止了违约的出现。

### 2021年
10月12日，美國众议院各黨議員就短期调高联邦政府债务上限达成一致。

## 与各国关系
世界各国目前无法改变美国控制资源的事实，无法改变美元的地位，无法改变美国债务经济模式。

### 中国大陆

#### 政府
中华人民共和国是美国国债第二多的持有者，基於海外資產配置多元化的趨勢與戰略因素，中國目前美債持倉金額大幅減少，在減持美債的同時，中國央行則正在連續大手筆買入黃金。为了摆脱美国对中华人民共和国经济的拖累，中华人民共和国政府制定了中华人民共和国经济发展战略，包括发展战略新兴产业、新能源产业、环保技术、资源再生和循环利用等，即俗话说的“求增长，保自由”。面对标准普尔把美国信用降级，中华人民共和国外债缩水，引发了中华人民共和国经济的不确定性，导致了中华人民共和国国内的通货膨胀和失业率上升，央行加息、上调存款准备金率，发改委则把调控通货膨胀视为第一要务。

#### 民间
中国大陆民间的群众不断释放出要求当局“减持美债”和“抛售美债”的声音，对于减持美债的呼声，中华人民共和国政府响应民间人士呼声的做法是推进“外汇储备多元化”，增持欧债和日债，对于抛售美债的呼声，中华人民共和国政府认为这样的做法不切实际而且风险太大，如果没有大量的美国国债和欧债，中华人民共和国在中美谈判、中欧谈判将失去话语权。